# ボーナススピンジョーカーズダブル
ボーナススピンジョーカーズダブル（BONUS SPIN JOKER’S DOUBLE）は1998年にシグマ（現KeyHolder）社が製造・販売しているメダルゲームのスロットマシン。
SUPER 8 WAYSシリーズの一つで、ボーナススピンシリーズの2代目作品。

## 概要
9リール8ラインのビデオスロット。最大BET数は標準設定で40BET（設定により最大BET数の変化あり）で、1BETで全てのラインが有効になる。付加価値としてフリースピンフィーチャーがある。

また、当選した配当を使ってダブルダウンに挑戦することが出来る。

## 絵柄と配当
絵柄による当選時の配当。弱い方からブランク→シングルバー→ダブルバー→トリプルバー→赤7→青7→ジョーカー。この順に配当が高くなり、ダブルダウンゲームの強さも強くなる。ジョーカーはWILDシンボルで全ての絵柄に代用可能で、1つ役に絡むごとに配当が2倍、2つで4倍となる。ただし、センタージョーカー及びジョーカー揃いを除く。

メインゲームで当たるとベット数×以下の倍率の配当を獲得できる。
なお、全てのリールがジョーカー絵柄だった場合は2,561,600倍の計算だが、最大配当数は100,000枚に抑えられている。

### 絵柄揃いによる配当
| 絵柄                         | 配当  | ダブルダウン時 |
| ---------------------------- | ----- | -------------- |
| ジョーカー                   | 200倍 | 100倍          |
| 青7                          | 50倍  | 20倍           |
| 赤7                          | 30倍  | 10倍           |
| エニー7(色違いの7が3つ)      | 20倍  | 5倍            |
| トリプルBAR                  | 8倍   | 4倍            |
| ダブルBAR                    | 4倍   | 2倍            |
| シングルBAR                  | 2倍   | 1倍            |
| エニーBAR(違うBARが3つ)      | 1倍   | -              |
| センタージョーカー(トリガー) | 1倍   | -              |

### 7の個数による配当
| 個数    | 配当    |
| ------- | ------- |
| 9個全て | 5,000倍 |
| 8個     | 1,000倍 |
| 7個     | 500倍   |
| 6個     | 100倍   |
| 5個     | 10倍    |
| 4個     | 2倍     |
| 3個     | 1倍     |

## フリースピンフィーチャー
センターリールにジョーカー絵柄が停止すると、自動的に5回のフリースピンフィーチャーが開始される。フリースピンは全てのリールが停止してから、センターリール上下にジョーカー絵柄が見えている場合にジョーカーが動いて停止する場合と、センターリールに一発で停止する事がある。（そのまま通りすぎる事もある）。

フリースピン中はセンターリールのジョーカー絵柄が固定され、何も揃わない場合でもベット数の配当を受けることが出来る。

## ダブルダウン
当選した配当を利用して挑戦する事が出来るボーナスゲーム。ルールはディーラーが選んだ絵柄より更に高い絵柄を選ぶと当選が2倍になるが、ディーラーより低い絵柄を選んだ場合は没収となる。設定により配当の半分を掛けることも可能。
なお、この際にプレイヤー側の3リールに絵柄が並ぶと、ダブルダウンの勝敗に関わらずスペシャルボーナスの配当を受けることが出来、更にこの際にジョーカー絵柄を含んでいるとスペシャルボーナスに×2〜×4の倍率が掛けられる。

## その他
ROMは1998年製と2000年製の2種類が存在し、前者の1998年製はメインゲーム1回転の最大配当が200,000枚となっている。後者の2000年製及びダブルダウンゲームではどちらも最大100,000枚。